# الغارات الجوية الإسرائيلية على قطاع غزة مايو 2023
الغارات الجوية الإسرائيلية على قطاع غزة مايو 2023 أو عملية السهم والدرع كما سمَّتها إسرائيل هي مجموعة غارّات جويّة شنَّها سلاح الجو الإسرائيلي على قطاع غزة في الساعات المبكِّرة من يوم التاسع من أيار/مايو 2023. استخدمَ سلاح الجو ما مجموعه 40 طائرة مقاتلة في شنِّ عشرات الغارات على مناطق متفرقة من القطاع، ما تسبَّبَ في مقتل 13 فلسطينياً: 3 قادة بارزون في صفوفِ حركة الجهاد الإسلامي هم جهاد شاكر الغنام وخليل صلاح البهتيني وطارق محمد عز الدين، و10 مدنيين بمن فيهم نساء وأطفال معظهم من أُسر القادة المستهدفون، فضلًا عن سقوطِ عشرات الجرحى خلال الغارات العنيفة التي طالت أكثر من 3 منازل وشقق سكنيّة.
استمرَّت الهجمات الإسرائيليّة المتفرقة على القطاع وتركَّز القصف على مدينة خان يونس، كما اقتحَمت قوات الاحتلال عدَّة بلدات في الضفة الغربية حيثُ قتلت في بلدة قباطية فلسطينيين اثنين خلال اقتحامها وحصارها للبلدة. جاء الردُّ الفلسطيني من الغرفة المشتركة لفصائل المقاومة الفلسطينية والتي أطلقت عمليّة مضادة يوم العاشر من أيار/مايو سمَّتها عمليّة ثأر الأحرار حيثُ وجَّهت ضربة صاروخيّة بمئات القذائف والصواريخ صوبَ المستوطنات والمدن الإسرائيليّة بما في ذلك تل أبيب ردًا على الاغتيالات الإسرائيليّة لقادة سرايا القدس. تطوَّرت الأمور بعد التاسعة من مساء العاشر من مايو (بالتوقيت المحلي) حينما بدأت إسرائيل في الاستهداف المباشر للمنازل والشقق السكنية بدعوى استعمالها من قِبل مقاتلي الجهاد في إطلاق الصواريخ حيثُ أغارت المقاتلات الحربيّة الإسرائيلية في أقل من ساعتين على منزلين سكنيين ومنشأة تجاريّة ومناطق أخرى في مختلفِ مناطق القطاع.
واصلت إسرائيل هجماتها وغاراتها الجويّة فاغتالت المزيد من قادة السرايا، حيثُ قتلت في أولى ساعات الحادي عشر من مارس مسؤول الوحدة الصاروخية في سرايا القدس علي غالي، ثم قتلت ساعات بعد ذلك نائبه أحمد أبو دقة بعد غارة جويّة عنيفة استهدفت الشقّة التي كان بها في مدينة خان يونس. ردَّت السرايا على كلّ عمليات الاغتيال هذه عبر قصف المستوطنات الإسرائيلية وأطلقت صواريخ بعيدة المدى من طراز براق 85 صوبَ تل أبيب فقتلت مستوطنة إسرائيليّة وجرحت نحو عشرة آخرين. عقبَ كلّ هذه الأحداث، جُمّدت كافة الاتصالات بشأن وقف إطلاق النار، واستمرَّت الاشتباكات وإطلاق الصواريخ حتى الثاني عشر من مارس والذي شهدَ اغتيالًا إسرائيليًا جديدًا لأحد قادة السرايا وهو إياد الحسني مسؤول وحدة العمليّات في الحركة. كانَ هذا الاغتيال هو الاغتيال السادس لقادة سرايا القدس وحركتها الأم الجهاد الإسلامي في خمسة أيامٍ فقط من العمليّة التي أطلقتها إسرائيل.
وافقَ الجانبين الفلسطيني والإسرائيلي على وقفِ إطلاق النار بوساطة مصرية وذلك اعتبارًا من الساعة 10 من مساء الثالث عشر من مايو، وتضمَّن الاتفاق وقف إطلاق الصواريخ من جانبِ السرايا ووقف استهداف المدنيين وهدم المنازل من جانب تل أبيب. رغم ذلك فقد تبادل الطرفينِ القصف حتى دقائق قبل دخول الهدنة حيّز التنفيذ والتي أنهت الاشتباكات كليًا وعادت الأوضاع للهدوء الحذر من جديد.

## قصف
نفذت أربعون طائرة عسكرية قصفًا مفاجئًا في انتهاك لوقف إطلاق النار الذي تم تنفيذه لقمع تبادل إطلاق النار عبر الحدود. بدأ القصف في الساعة الثانية صباحًا بالتوقيت المحلي يوم 9 مايو 2023 واستمر لمدة ساعتين تقريبًا. أفاد شهود عيان أن الهجوم استهدف شقة في الطابق العلوي في مدينة غزة ومنزلًا في رفح. وأكدت وزارة الصحة الفلسطينية مقتل 13 شخصًا نتيجة للقصف. وكان من بين الضحايا ثلاثة قادة وزوجاتهم وعدة أطفال ومارة آخرين. بالإضافة إلى ذلك، أصيب 20 شخصًا بجروح خلال الغارات الجوية.
أصدرت القنصلية الروسية في رام الله تقريرًا يفيد بأن مواطنًا روسيًا، كان يعمل طبيب أسنان ويقيم محليًا، كان من بين القتلى. كما فقدت زوجة طبيب الأسنان وابنه حياتهما. وفي وقت لاحق، في خان يونس، قُتل فلسطينيان في غارة جوية استهدفت مركبة. وقعت هذه الحادثة بعد عدة ساعات من القصف الأولي.
أصدرت قيادة الجبهة الداخلية الإسرائيلية تعليمات للسكان على بعد 40 كم (25 ميلاً) من غزة بالبقاء بالقرب من الملاجئ حيث كان من المتوقع حدوث رد انتقامي.

## الخلفية
في 2 مايو 2023، توفي خضر عدنان، المتحدث السابق باسم حركة الجهاد الإسلامي، في سجن إسرائيلي بعد إضراب عن الطعام دام 87 يومًا ضد اعتقالاته الإدارية المتكررة. وردًا على ذلك، أطلق مسلحون من منظمة الجهاد الإسلامي الفلسطينية في وقت لاحق من نفس اليوم ما يقرب من 102 صاروخًا باتجاه سديروت ومجتمعات في محيط غزة وجنوب إسرائيل. وفي إحدى هذه الهجمات، أصيب سبعة أشخاص في سديروت. لمدة أسبوع، امتنعت إسرائيل عن الرد على إطلاق الصواريخ من قطاع غزة حتى 9 مايو عندما بدأت العملية، منتهكة بذلك وقف إطلاق النار الذي تم الاتفاق عليه سابقًا بين إسرائيل والجماعات الفلسطينية في 3 مايو بعد اندلاع أعمال عنف أصغر بعد وفاة عدنان. وفقًا للنخالة، تعهد الجيش الإسرائيلي بعد وقف إطلاق النار بوقف اغتيال القادة.

## ردود الفعل
أدان إسماعيل هنية، رئيس حركة حماس، الغارات الجوية وقال: "إن اغتيال القيادة في عملية غادرة لن يجلب الأمن للمحتل، بل سيجلب المزيد من المقاومة". وأصدر المتحدث باسم حماس حازم قاسم تحذيراً، زاعماً أن إسرائيل "تتحمل المسؤولية عن تداعيات هذا التصعيد".
ودعت الأمم المتحدة إلى الاعتدال واستئناف المحادثات الرامية إلى تحقيق سلام دائم كجزء من اهتمام المجتمع الدولي. وقد علقت السلطات الإسرائيلية دخول ومغادرة الأشخاص والبضائع من غزة عبر معبرين حتى إشعار آخر.
في 13 يونيو/حزيران، قالت منظمة العفو الدولية إن الغارات الجوية الإسرائيلية وإطلاق الصواريخ الفلسطينية قد يرقى إلى جرائم حرب، قائلة إن الغارات الجوية نُفذت "دون ضرورة عسكرية" وبلغت "شكلاً من أشكال العقاب الجماعي ضد السكان المدنيين" وأن إطلاق الصواريخ "عشوائي".

## رد إطلاق الصواريخ والعنف الذي أعقب ذلك
رد الفلسطينيون على القصف بإطلاق مئات الصواريخ على إسرائيل، أكثر من 938 صاروخًا وفقًا لالجيش الإسرائيلي، فيما أطلق عليه المسلحون الفلسطينيون عملية انتقام الأحرار. في 11 مايو، قُتل اثنان آخران من قادة الجهاد الإسلامي خلال الغارات الجوية، بينما ارتفع عدد القتلى من الغارات السابقة إلى 26 على الأقل.
تم تحديد أربعة أعضاء من الجبهة الشعبية لتحرير فلسطين بين القتلى في الغارات الجوية في 10 مايو. في 12 مايو، أطلق مسلحو الجهاد الإسلامي صواريخ باتجاه القدس لأول مرة خلال الصراع. ونتيجة لذلك، توقفت محادثات وقف إطلاق النار. في 13 مايو، قُتل عامل فلسطيني وأصيب آخر بشظايا صاروخ في النقب. في وقت متأخر من ذلك اليوم، تم ترتيب وقف إطلاق النار بين إسرائيل والجهاد الإسلامي برعاية حكومة مصر، التي تفاوضت مع الطرفين. التقارير حول تفاصيل شروط وقف إطلاق النار متناقضة حتى الآن.

## حالات أخرى
في 9 مايو 2023، شنت إسرائيل غارات جوية على عدة مناطق في قطاع غزة، بزعم استهداف أعضاء حركة الجهاد الإسلامي الفلسطينية (الجزيرة 09/05/2023؛ مكتب تنسيق الشؤون الإنسانية 16/05/2023). وردًا على ذلك، وفقًا للسلطات الإسرائيلية، أطلقت حركة الجهاد الإسلامي في 10 مايو حوالي 400 صاروخ من غزة، بعضها أخطأ هدفه وسقط داخل قطاع غزة (الجزيرة 10/05/2023). وفي الفترة من 9 إلى 13 مايو، نفذت إسرائيل سلسلة من الغارات الجوية على قطاع غزة في إطار عملية الدرع والسهم. وفي 13 مايو، أُعلن وقف إطلاق النار بين السلطات الإسرائيلية وحركة الجهاد الإسلامي (سي إن إن 13/05/2023). ومن غير الواضح ما إذا كانت السلطة المحلية في غزة لها أي دور في الصراع (الجزيرة 10/05/2023).
أسفرت المعارك التي استمرت خمسة أيام عن مقتل 34 شخصًا على الأقل وإصابة 190 آخرين في غزة حتى 14 مايو/أيار. وفي إسرائيل، أفادت التقارير بمقتل شخصين وإصابة 40 آخرين (مكتب تنسيق الشؤون الإنسانية 16/05/2023).
وبحلول 13 مايو/أيار، أدى تدمير المنازل والمخاوف الأمنية إلى تهجير أكثر من 1244 فلسطينيًا، 43 منهم يلجؤون حاليًا إلى مدرسة تابعة للأونروا في بيت لاهيا (مكتب تنسيق الشؤون الإنسانية 13/05/2023).
ووفقًا لوزارة الأشغال العامة والإسكان في غزة، وبحلول 13 مايو/أيار، ألحقت الغارات الجوية أضرارًا بنحو 2943 وحدة سكنية، بما في ذلك أكثر من 243 وحدة تضررت بشدة أو دمرت بالكامل (مكتب تنسيق الشؤون الإنسانية 16/05/2023). كما ألحقت الغارات الجوية أضرارًا بمستشفى الأقصى في دير البلح، والمستشفى الإندونيسي في شمال غزة، وعيادتين للرعاية الصحية الأولية في خان يونس وشمال غزة (الجزيرة 13/05/2023).
أعيد فتح معبري إيرز (للأشخاص) وكرم أبو سالم (للبضائع) في 14 مايو/أيار. وقد أُغلقت المعبران لمدة ستة أيام، مما أدى إلى قطع إمدادات المواد الحيوية، مثل الغذاء والإمدادات الطبية والوقود (TOI 14/05/2023).
خلال القتال الذي استمر خمسة أيام، أُغلقت المدارس والمرافق الخاصة والعامة، وقيّد الناس حركتهم للخروج من منازلهم (الجزيرة 10/05/2023). قال كبير مسؤولي الأمم المتحدة للسلام في الشرق الأوسط أمام مجلس الأمن اليوم إن التصعيد الأخير المميت بين قوات الأمن الإسرائيلية والجماعات المسلحة الفلسطينية في غزة كان بمثابة تذكير آخر بالوضع الأمني المتقلب في الأراضي الفلسطينية المحتلة، حيث حث الأعضاء الأطراف على الالتزام بوقف إطلاق النار الأخير وأعربوا عن قلقهم إزاء استمرار العنف وأنشطة الاستيطان والخطاب التحريضي. أفاد تور وينسلاند، منسق الأمم المتحدة الخاص لعملية السلام في الشرق الأوسط، عبر مؤتمر عبر الفيديو، أن الجولة الأخيرة من الأعمال العدائية بين قوات الأمن الإسرائيلية والجماعات المسلحة الفلسطينية، والتي اندلعت بسبب وفاة أحد قادة الجهاد الإسلامي الفلسطيني في سجن إسرائيلي بعد إضراب عن الطعام دام 86 يومًا، أسفرت عن تبادل الغارات الجوية وإطلاق الصواريخ مما أسفر عن مقتل 10 مدنيين فلسطينيين ونزوح أكثر من 1100 آخرين. وقال: "لقد أدى هذا التصعيد إلى تفاقم الوضع الإنساني المتدهور بالفعل في القطاع". وشدد على أنه في حين أن وقف إطلاق النار صامد، يجب على الجانبين الانخراط من أجل إعادة ضبط المسار للخروج من دائرة العنف.
وفي هذا الصدد، سلط الضوء على الجهود التي تبذلها مصر وقطر والأمم المتحدة لإنهاء الأعمال العدائية الأخيرة، وأكد على الحاجة إلى تهيئة الظروف لإحلال السلام الدائم، بما في ذلك من خلال تعزيز السلطة الفلسطينية والحفاظ على توفير الخدمات الأساسية للشعب الفلسطيني. وبدون تمويل جديد، سيعلق برنامج الغذاء العالمي المساعدات النقدية لـ 200 ألف فلسطيني الأسبوع المقبل، ولن يكون لدى وكالة الأمم المتحدة لإغاثة وتشغيل اللاجئين الفلسطينيين في الشرق الأدنى (الأونروا) الموارد اللازمة لتقديم الخدمات الأساسية في سبتمبر/أيلول. وحذر من أن هذا قد يؤدي إلى تحديات إنسانية خطيرة، وربما أمنية، مضيفًا: "ليس هناك وقت لتضييعه".
أعربت ممثلة المملكة المتحدة عن قلقها إزاء مقتل 12 مدنياً، بينهم 6 أطفال، في غارات إسرائيلية على غزة، فضلاً عن المزيد من الوفيات في الضفة الغربية، حيث قتلت قوات الأمن الإسرائيلية 110 فلسطينيين هذا العام، بينهم مدنيون. وحذرت من أنه "إذا استمر هذا المعدل المقلق من الضحايا، فسيكون عام 2023 هو العام الأكثر دموية للفلسطينيين في الضفة الغربية منذ بدأت سجلات الأمم المتحدة في عام 2004"، وحثت قوات الأمن الإسرائيلية على ضبط النفس في استخدامها للقوة والتحقيق في الخسائر المدنية.
وأشاد ممثل الإمارات العربية المتحدة، مشيراً إلى أن التصعيد المستمر مدفوع بأعمال استفزازية متكررة، بالجهود الأخيرة التي بذلتها مصر للتوصل إلى وقف إطلاق النار. كما أكد أنه يتطلع إلى البناء على اجتماعات العقبة وشرم الشيخ، مع التركيز على التقدم المحرز خلال هذه المحادثات.
ودعا مندوب فرنسا، الذي رحب أيضاً بوقف إطلاق النار، إلى فتح مستدام للوصول إلى غزة ورفع الحصار. وسلط الضوء على الجهود التي تبذلها الولايات المتحدة والأردن ومصر من أجل استئناف الحوار، وكرر الدعوة التي وجهت خلال اجتماع مجموعة عمان - ميونيخ الأخير بشأن الحاجة إلى إعادة إطلاق عملية سياسية ذات مصداقية تؤدي إلى سلام عادل ودائم بين الإسرائيليين والفلسطينيين.